# Hjalmar Bergmansamfundet
Hjalmar Bergman Samfundet, ett litterärt sällskap som stödjer forskning, publicerar skrifter och bedriver programverksamhet om Hjalmar Bergman och hans verk sedan 1958. Enligt stadgarna ska samfundet verka för att sprida och fördjupa intresset för Hjalmar Bergman och hans författarskap.
Styrelsemöten hålls, liksom årsmöten, enligt stadgarna omväxlande i Stockholm och Örebro. Ordförande för sällskapet är Ingar Beckman Hirschfeldt (Johan Hirschfeldt slutade 2013, Peter A. Sjögren 2016).